# 姫野蜜柑
姫野 蜜柑（ひめの みかん）は、日本の漫画家、イラストレーター。主に成人向け漫画を執筆している。
茜新社の『COMIC LO』2009年10月号の「赤ちゃんの穴は…」でデビュー。「アホかわ娘」を書くのを得意としている。

## 作品リスト
1. 『ろりるれろ』 （2010年9月25日発売[2]、茜新社〈TENMACOMICS LO #93〉、ISBN 978-4-86349-180-9）
  - ろりるれろ／あるある！／えんむすび／エレベーターあくしょん／ひみつのドリル／おしうり注意報／そーせーじ！／小さな八百屋さん／パパの宝物／赤ちゃんの穴は…／おまけのページ／カバー下 おまけイラスト
2. 『ろりはれっちゅ』 （2012年2月24日発売[3]、茜新社〈TENMACOMICS LO #113〉、ISBN 978-4-86349-276-9）
  - ハンコーキ！／ちょこちゅ～／ぷれいぼーる／あねのこ！／妹HDDくらっしゅ／おなになに／お世話になります／小さな看護婦さん／ずっと一緒／しってるし／おまけマンガ／あとがき／カバー下 おまけイラスト
3. 『ましゅまろりぃ』 （2014年7月25日発売[4]、茜新社〈TENMACOMICS LO #158〉、ISBN 978-4-86349-441-1）
  - さんたこさんた／キャラメロリー／ずっと一緒2／えぬてぃあーる -TNTRTN-／るーあぃてぬえ -TNTRTN-」／とらいあんぐる -TNTRTN-／鶴の恩返し／がんばれ葵ちゃん！！
4. 『ろりこんにちわ！』 （2015年7月28日発売[5]、茜新社〈TENMACOMICS LO #181〉、ISBN 978-4-86349-517-3）
  - いいものみ～つけた♪／寝てるJSのイトコを犯してみた／幸せの青い鳥／私の豚足おじさん／ヒーローお兄ちゃんの正体／初恋おっぱい／うちのさんたちゃん／おーぷん・ざ・どあ／面接へ行こう！／おまけのページ／カバー下 おまけイラスト

## 主な掲載誌
- COMIC LO